# 海灣花園

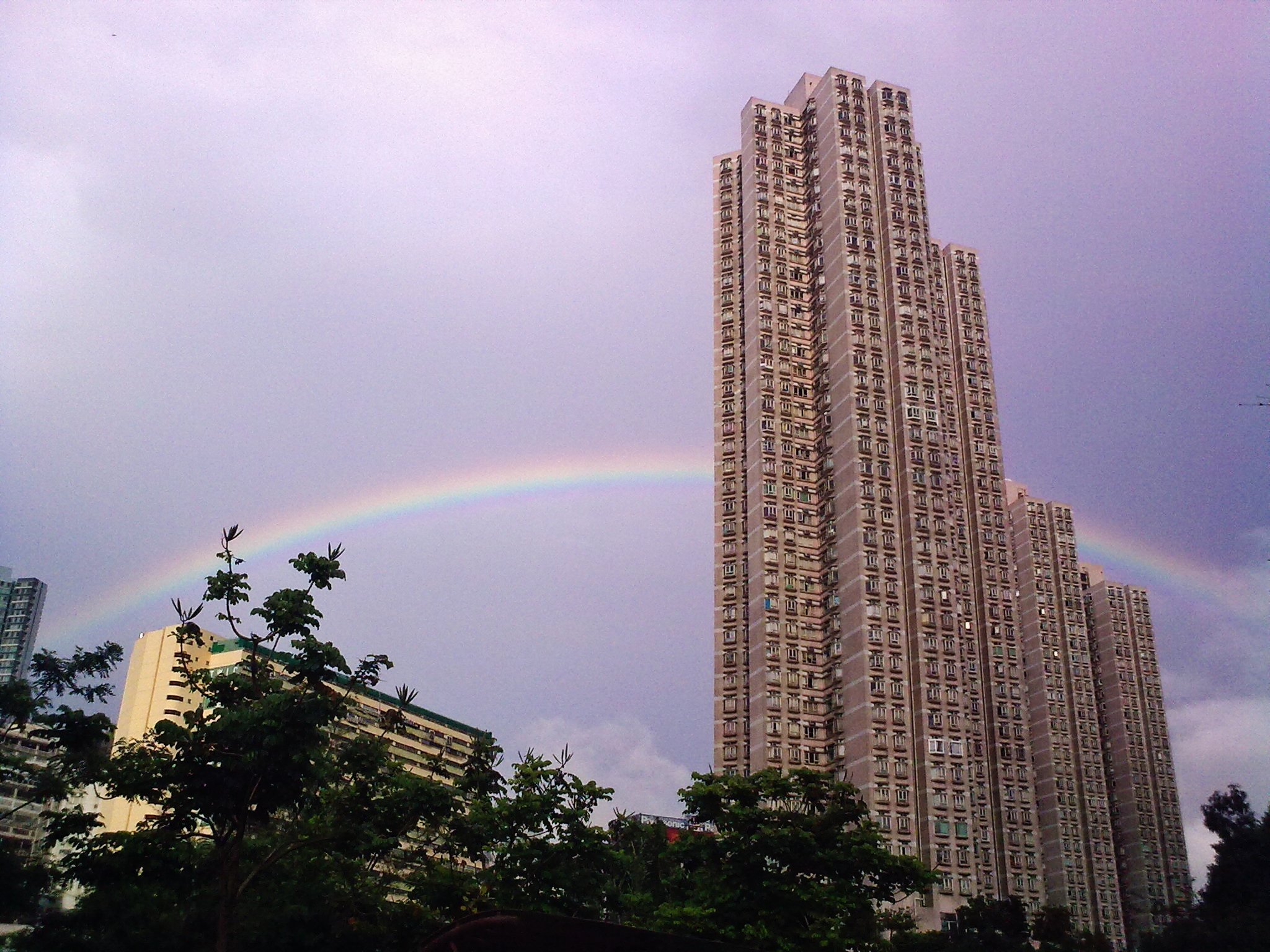
彩虹下的海灣花園

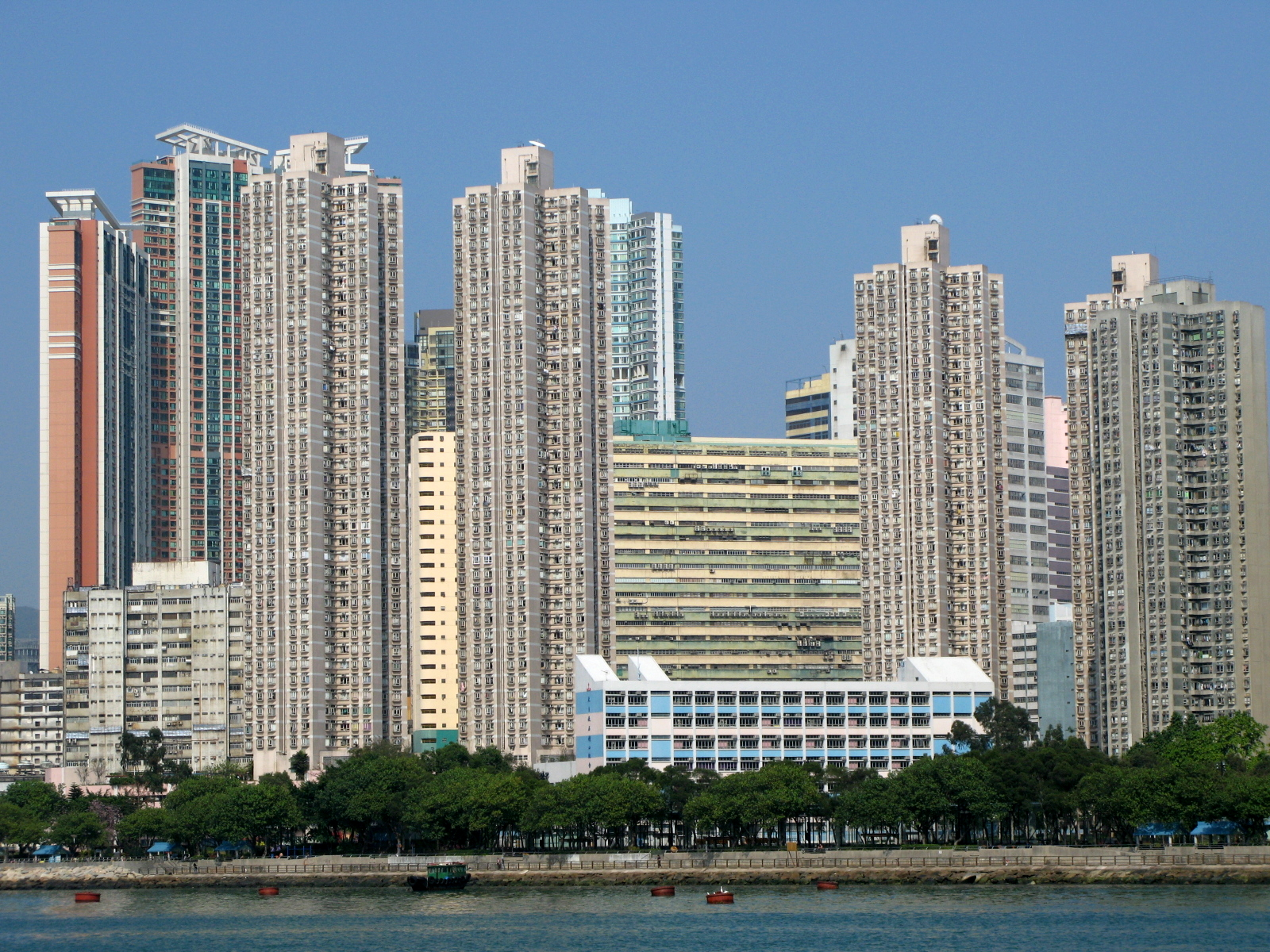
尚未興建環宇海灣前的海灣花園 （2008年）

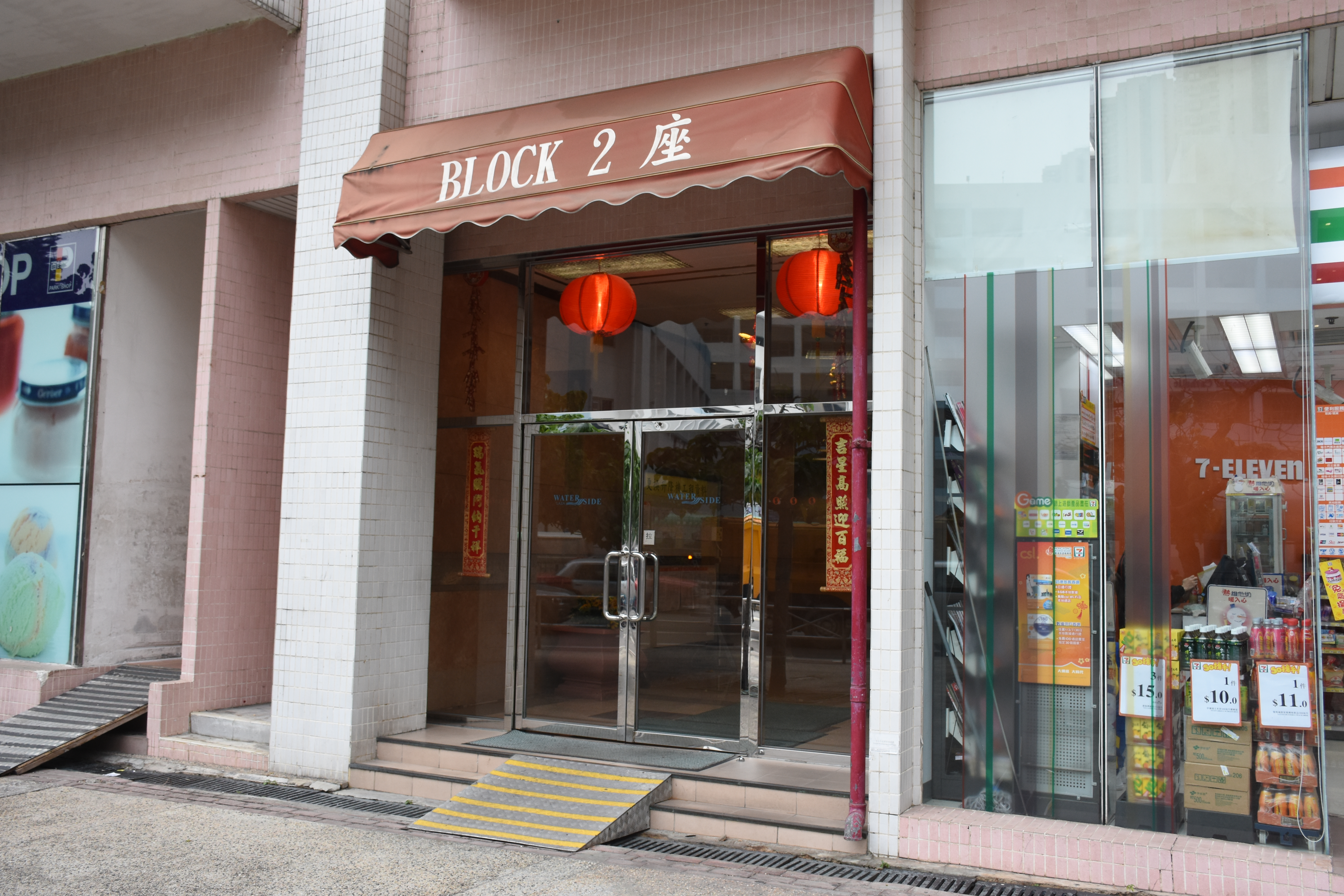
海灣花園第2座入口

海灣花園（英語：Waterside Plaza）是一個位於香港荃灣區南部的私人屋苑，毗鄰海濱花園及環宇海灣，發展商為信和置業，共建有4幢住宅樓宇，合共提供800多個單位，屋苑大部分單位坐擁藍巴勒海峽景觀，於1991年建成並入伙，建於填海地和前德士古油庫的部份土地上。

## 屋苑概要
海灣花園共有4幢大廈，各座大廈每層均設有6個住宅單位。整個屋苑以兩座為一組。大廈基座設有卸貨區、購物商場、時租及月租停車場以及住客平台，其中第3座及第4座的基座比第1座及第2座高出一層，故前者的平台樓層為3樓，後者則為2樓，兩者以斜路連接。各座大廈住宅樓層由5樓開始，其中不設4、13、14、24、34及44樓。以下為各大廈資料：
| 海灣花園各座資料 | 海灣花園各座資料 | 海灣花園各座資料 | 海灣花園各座資料 | 海灣花園各座資料 | 海灣花園各座資料            | 海灣花園各座資料                      |
| ---------------- | ---------------- | ---------------- | ---------------- | ---------------- | --------------------------- | ------------------------------------- |
| 期數             | 座號             | 大廈層數         | 單位數目         | 入伙日期         | 提供升降機的廠商 （翻新前） | 提供升降機的廠商 （翻新後）           |
| 第二期           | 1                | 37（5-46樓）     | 222              | 1991年8月        | 東洋                        | 通力 （載重量為700公斤，載客量為9人） |
| 第二期           | 2                | 37（5-46樓）     | 222              | 1991年8月        | 東洋                        | 通力 （載重量為700公斤，載客量為9人） |
| 第一期           | 3                | 32（5-40樓）     | 192              | 1991年4月        | 東洋                        | 通力 （載重量為700公斤，載客量為9人） |
| 第一期           | 4                | 31（5-39樓）     | 186              | 1991年4月        | 東洋                        | 通力 （載重量為700公斤，載客量為9人） |

### 規劃
海灣花園地盤呈窄長形，且地盤有一暗渠自德士古工業區流出並橫越地盤，於地盤中央再轉向越過永順街地底直通海傍。故此屋苑須分為2座主體建築以避開暗渠，兩部分以天橋互相連接，被暗渠分隔近永順街的三角形空間劃為公共休憩花園，暗渠兩旁則種有樹木。住客會所、泳池及兒童遊樂場等各項設施分佈於大廈之間的平台範圍。

### 外觀
海灣花園有如其發展商信和旗下同期發展的香港黃金海岸般採用粉紅色及白色為主色的紙皮石粉飾大廈外牆。屋苑至今未進行任何大型翻新工程。

### 單位配置
海灣花園住宅單位入伙時均附送美觀西德廚櫃、內循環抽油煙機及「林內牌」超薄安全熱水爐等。各廳房均裝置「開利牌」名廠冷氣機。此外全屋具備入牆冷熱水喉及電視天線，廳房均附有柚木地板，廚廁則鋪上白色及粉色磁磚，並裝上白色焗漆鋁窗及木門。

### 單位座向及景觀
海灣花園地皮雖前臨藍巴勒海峽，但因背後緊貼兩幢工廠大廈及荃灣路天橋，故規劃時特意採用多數單位均能享有海景的單向「大」字形設計，6個單位中有4個均全屋或部分面向海景。海灣花園共提供822個建築面積分別為600呎、722呎及728呎的住宅單位。其中C及F室為600呎兩房單位，全屋均享有開揚海景及對流窗設計；D室及E室為最大的728呎三房單位，其中兩房間面向海景，客廳則可遠眺海濱花園及青衣東北部 （D室） 或環宇海灣內園樓景（E室）；至於A及B室的722呎三房單位位處後排，景觀上較為遜色但客廳亦有兩邊對流窗，早年曾受工廠廢氣及西鐵興建工程噪音影響，現時則以環宇海灣（A室）或海濱花園樓景為主（B室），環境恬靜，但由於環宇海灣大廈密度及樓層均較高，A及B室低層單位採光率較差。

### 大廈入口設計
海灣花園各座的地下大堂均設有梯級，第1、2座入口閘門前有2級，但第4座除門前的2級外，大堂內亦有兩組共8級樓梯，第3座大堂內樓梯更高達13級，樓梯之上方為升降機大堂，年長及攜重物居民出入可能構成不便。除此之外，雖然搬運車輛可直達住宅平台層以從平台入口進入大廈避開地下大堂梯級，但四幢大廈的平台入口亦設有3至4級樓梯而為人垢病。為解決多年來的搬運難題，管理處已於第1至4座的地下入口以及第3、4座的平台入口前建造斜道。

## 屋苑設施

### 住客會所
海灣花園於2樓平台設有住客會所，並毗連私人泳池，會所內設置舞蹈室及各種健身器材；3樓平台則設有網球場、壁球場及卡拉OK室。

## 海灣花園購物商場

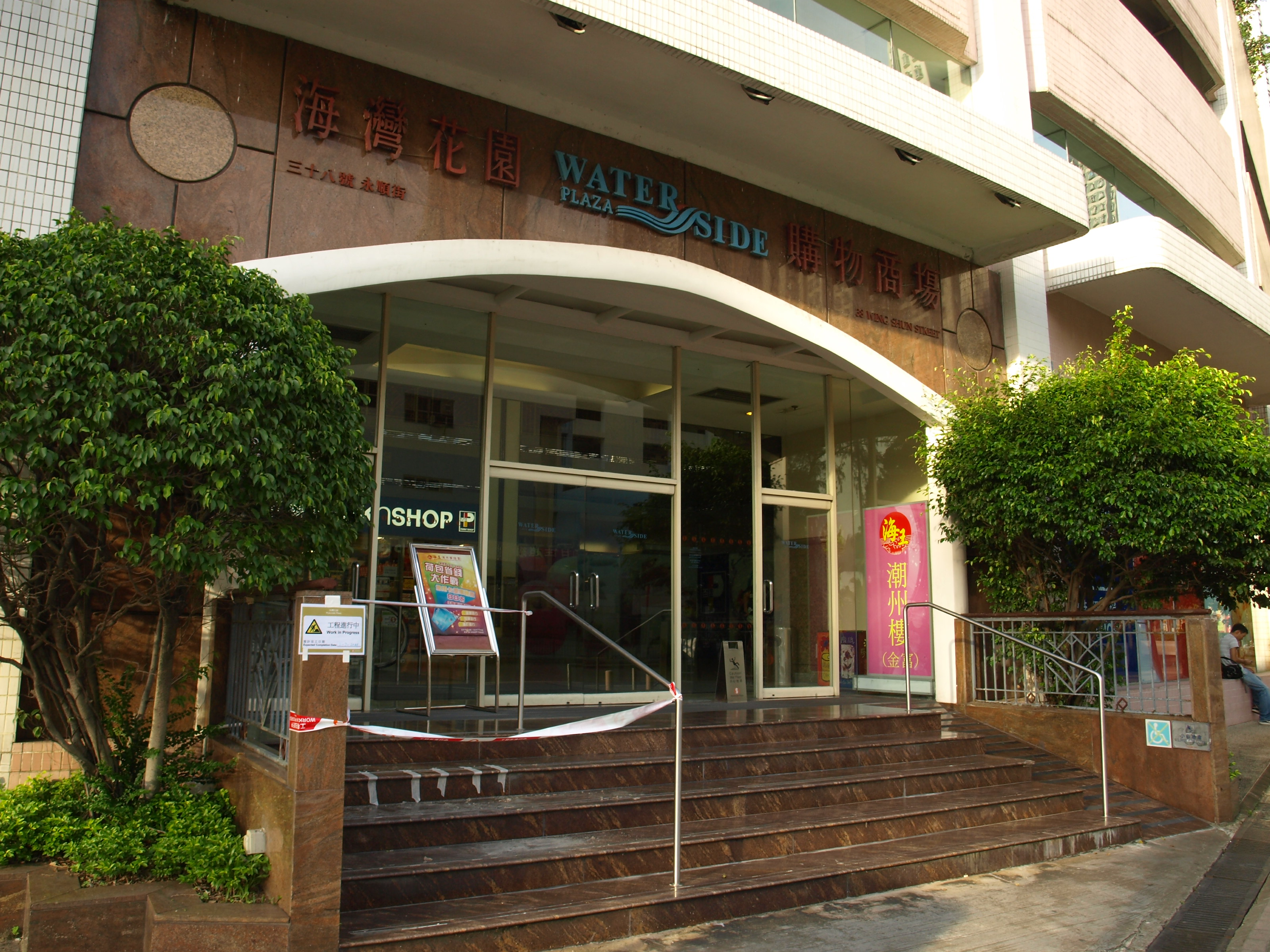
海灣花園購物商場

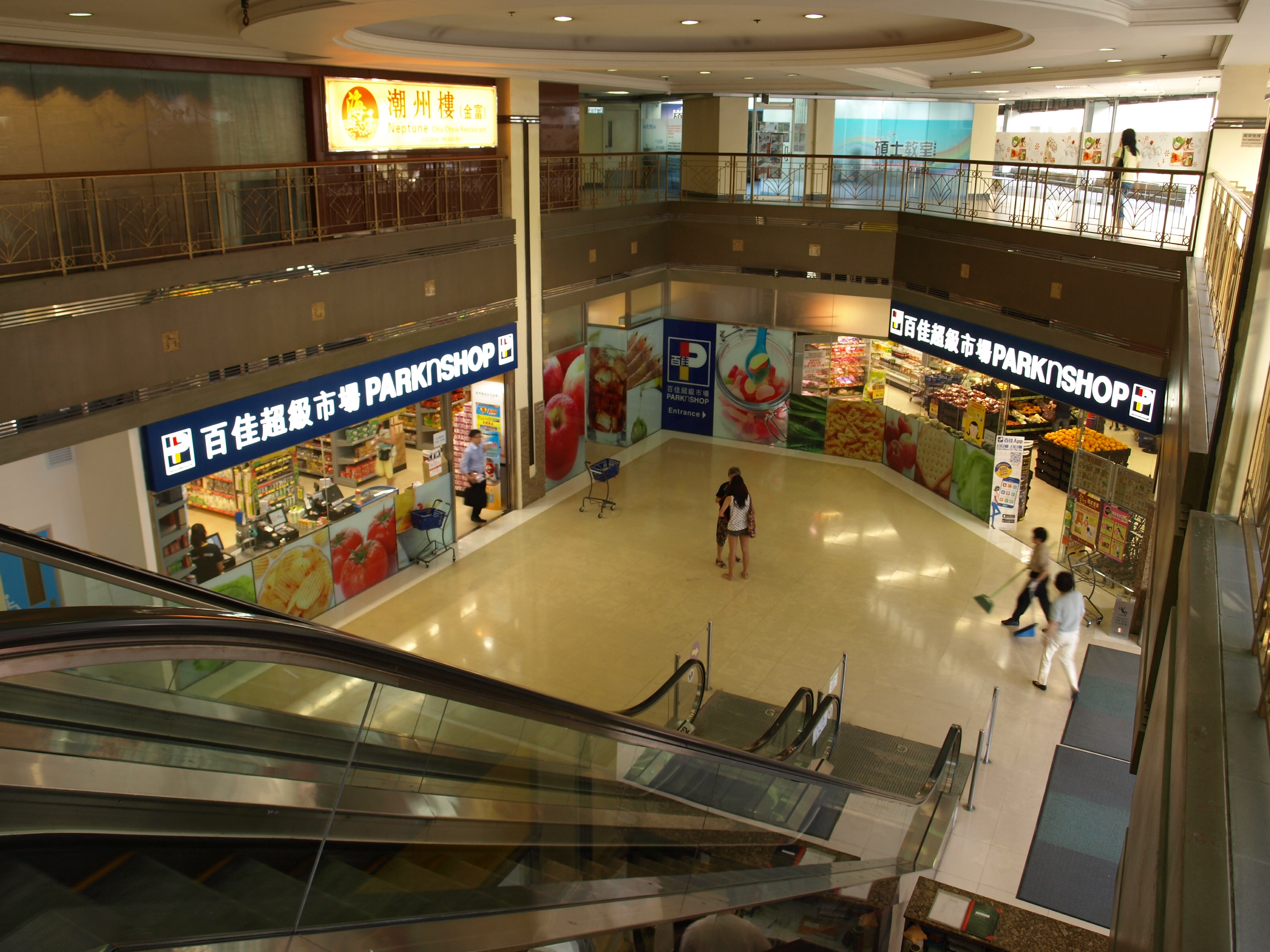
海灣花園購物商場第二期中庭

海灣花園的大廈基座建有一兩層式購物商場，名為「海灣花園購物商場」，第3座及第4座基座為第一期商場，第1座及第2座基座則為第二期商場，兩期商場以冷氣天橋連繫；第1期商場另設有一行人天橋橫跨永順街與地面行人路連接（原擬連接海濱花園平台） 。
落成初期對面海濱花園已設有大量商舖及購物廣場，但由於區內可供大型食肆經營之大商舖寥寥無幾，故自開幕之初已將一期G層及二期UG層部分小商舖合併租予酒樓（早期租戶為新萃華酒樓及金島潮州酒樓），商場內亦曾開設百佳超級市場、Grand Mart及大昌食品市場（少數於90年代開設在私人屋苑商場的分店）。然而，1997年亞洲金融風暴後大部分小商戶撤離，令購物商場開始出現大量凋空的情況。1999年，入境事務處轄下的荃灣五個分處，包括婚姻登記處、生死登記處等，由荃灣運輸大樓遷往海灣花園購物商場，令商場一度熱鬧起來，但各政府機關於數年後因政府欲善用資源而關閉。
2012年7月27日，吉之島旗下的JUSCO Living PLAZA（已易名為Living PLAZA by AEON）從悅來坊遷入海灣花園購物商場。從2012年11月尾開始，7-11便利店亦已進駐海灣花園購物商場位於第2座側的地舖。由於鄰近的海濱廣場已出售予新業主並即將關閉，原設於海濱廣場2樓的百佳超級市場於2013年11月中遷出，並於11月29日進駐海灣花園購物商場第二期地下的舖位。因應第二期商場出租率漸高，原來之「東洋牌」扶手電梯於使用多年後漸顯老化，故商場已於2016年初花半年完成更換扶手梯工程，新扶手梯由「安力」提供，其間位於電梯底部舖位的AEON須暫時遷出。
珠海學院原租用第一期商場地下舖位作為其建築系工作室，隨著校舍於2016年9月從海濱花園遷往屯門同時遷出，信和特別為一期商場進行翻新工程，包括重劃舖位及重鋪地台，翻新完成後首個租戶—大快活已於2017年3月17日正式開業。
現時商場租戶主要分為兩類：飲食零售及教育。

### 海灣花園購物商場現有商戶（2023年10月）
| 期數             | 商舖編號      | 名稱                          |
| G層（地下）      |               |                               |
| 第二期           | G1A           | 7-11便利店                    |
| 第二期           | G1-6          | 百佳超級市場                  |
| 第二期           | G7-8B, 9B-10A | Living Plaza By AEON          |
| 第二期           | G11-20        | 香港認知障礙症協會李淇華中心  |
| 第一期           | G21-28        | 德馨苑海鮮酒家                |
| 第一期           | G29           | 海灣精品．生活百貨            |
| 第一期           | G30-33        | 大快活                        |
| 第一期           | G34-36        | 椰林苑                        |
| 第一期           | G37           | 88美食坊                      |
| UG層（高層地下） |               |                               |
| 第二期           | UG13          | 岐黃景略中醫診所荃灣分所      |
| 第二期           | UG14-16       | 薪恩教會                      |
| 第二期           | UG17-20       | 香港科技專上書院（非牟利）    |
| 第二期           | UG23A         | 香港沙士互助會                |
| 第一期           | UG21-22       | 保琳琴行                      |
| 第一期           | UG23-24, 24A  | 高穎教育中心                  |
| 第一期           | UG25          | Viva Dance Academy            |
| 第一期           | UG26          | 英皇小博士PhD（英皇教育主辦） |
| 第一期           | UG38-39       | 利奧音樂                      |
| 第一期           | UG41-42       | 創造力教育中心                |
| 第一期           | UG43          | 力勤教育                      |
| 第一期           | UG44          | ED SQUARE                     |

### 海灣花園購物商場已結業商戶
| 期數             | 商舖編號     | 名稱                                   |
| G層（地下）      |              |                                        |
| 第二期           | G1-6         | Grand Mart                             |
| 第二期           | G1-6         | 荃灣出生登記處、死亡登記處、婚姻登記處 |
| 第二期           | G7-8B        | 招積樂園                               |
| 第二期           | G7-8B        | 小兵聯乒乓球中心                       |
| 第二期           | G9A          | 金富燕窩潮州酒樓                       |
| 第二期           | G9A          | 海皇潮州樓（金富）                     |
| 第二期           | G11-20       | 入境事務處荃灣辦事處                   |
| 第二期           | G11-20       | 教育統籌局資訊科技教育資源中心         |
| 第一期           | G21-28, 37   | 新瑞華海鮮酒家                         |
| 第一期           | G21-28, 37   | 翡翠宮酒樓                             |
| 第一期           | G21-28, 37   | 恆好海鮮火鍋酒家                       |
| 第一期           | G21-28, 37   | 新江海鮮火鍋酒家                       |
| 第一期           | G21-28, 37   | 隆濤酒家                               |
| 第一期           | G21-28, 37   | 伯爵廚房                               |
| 第一期           | G21-28, 37   | 金港海鮮酒家                           |
| 第一期           | G21-28, 37   | 御港海鮮酒家                           |
| 第一期           | G21-28, 37   | 嘉彩漁村酒家                           |
| 第一期           | G29-36       | 珠海學院建築系工作室                   |
| UG層（高層地下） |              |                                        |
| 第二期           | UG1-12, 2A   | 金島燕窩潮州酒樓                       |
| 第二期           | UG1-12, 2A   | 金富燕窩潮州酒樓                       |
| 第二期           | UG1-12, 2A   | 海皇潮州樓（金富）                     |
| 第二期           | UG14-16      | 萬寧                                   |
| 第一期           | UG28-37      | 百佳超級市場                           |
| 第一期           | UG28-37      | 人事登記處荃灣辦事處                   |
| 第一期           | UG28-37      | 教育統籌局優質教育分部                 |
| 第一期           | UG27-45, 27A | 玫瑰蕾學校                             |
| 第一期           | UG40         | 摩登教育中心                           |

## 教育設施

### 專上教育
- 香港科技專上書院（HKIT） （页面存档备份，存于）

## 重大事件

### 升降機維修期間失控撞穿機槽頂
2014年1月26日零時許，海灣花園客戶服務中心職員發現位於第1座的1號升降機發生故障停在46樓，隨即致電升降機承辦商「品豐機電工程」（通力電梯子公司）到場跟進，惟承辦商於維修期間懷疑因人為失誤，升降機失控向上直衝並撞穿機槽頂，天台機房底有石屎被撞斷成三截，鋼筋外露，機廂內光管亦被撞至掉落，事發時不少住戶均驚聞巨響。事後該升降機被固定於45樓，暫時由同座另外兩部升降機維持正常服務，承辦商向機電工程署提交事故報告後再與客戶服務中心及業主委員會商討維修安排。肇事升降機已於2015年初重投服務。

### 決議更換各座升降機
自2014年升降機撞穿機槽頂意外，揭露海灣花園升降機的種種隱憂。海灣花園所有升降機均使用韓國「東洋（Dong Yang）」產品，但該公司早已於90年代被收購及消失，自此升降機的保養工作只能另覓其他公司負責，惟因零件並非完全兼容，升降機的狀況一直欠佳。除部分升降機的電子樓層顯示屏已故障卻繼續使用，亦間中發生住客被困升降機事故。有見及此，海灣花園業主委員會已於2016年1月7日召開特別業主大會並通過更換升降機決議。有關工程由品豐母公司通力承辦，涉及費用約2千萬元，其中每戶須分期集資。有關更換升降機詳情已張貼於每座大堂。更換升降機工程於2017年展開並預計於翌年下半年完成。

### 升降機嚴重事故
2018年4月8日下午4時許，第2座仍未更換的6號升降機於運作期間突然故障，升降機到達16樓時失控向上急升，直至猛烈碰及46樓機槽頂方停下，事發前升降機有3名乘客，其中一人因到達樓層離開而避過一劫，而被波及的一對32歲夫婦頭及頸椎受創，並一度危殆。事後肇事升降機內遺下血漬及碎片，因事態嚴重，機電署隨即勒令停用屋苑大廈內4部舊升降機並要求升降機承辦商作詳細檢查。初步調查結果疑因肇事升降機的控制系統出現故障，並因舊款升降機不設防急升制動裝置致未能剎停機廂。惟因屋苑各大廈均有1部升降機正進行更換工程，事發前只有新舊各一部升降機維持服務，而事件後各大廈二百多戶更只能共用1部升降機。為免影響居民出入，屋苑業委會於4月11日召開業主大會後同意重開已完成檢查的舊升降機，早前肇禍的2座舊升降機則繼續圍封直至完成更換為止。但好景不常，舊升降機於4月15日重開後至4月17日早上便再發生事故，第1座的3號升降機於42樓接載1名住客時不降反升，升降機停在42與43樓之間，並間歇亮起超載警告燈。最終該住客被困15分鐘後被救出，屋苑各大廈的舊升降機則再次停用。
截至2020年3月，屋苑內所有住宅及商用升降機均已完成更換並啟用。

## 附近道路
- 永順街
- 怡康街
- 怡樂街
- 永德街
- 荃灣路

## 鄰近設施
- 海濱花園
- 環宇海灣
- 柏傲灣
- 荃灣海濱公園
- 天主教石鐘山紀念小學
- 中華基督教會全完第一小學